# Svenn Erik Medhus
Svenn-Erik Medhus (* 22. Juni 1982 in Kristiansand, Norwegen) ist ein norwegischer Handballspieler. Er ist 1,98 m groß und wiegt 97 kg.
Medhus, der derzeit für den norwegischen Verein ØIF Arendal spielt und für die norwegische Männer-Handballnationalmannschaft aufläuft, ist Handballtorwart.
Svenn-Erik Medhus begann in seinem Wohnort Randesund mit dem Handballspiel. Später kam er in die Jugendabteilung des nächstgrößeren Kristiansands IF. Dort debütierte er auch 2001 in der ersten norwegischen Liga, stand mit seinem Verein aber stets im Schatten der großen Clubs aus Drammen und Sandefjord. Eben letzterer verpflichtete Medhus 2007. Bei Sandefjord TIF gelang es Medhus in kürzester Zeit, sich gegen Sindre Walstad und Stig S. Johansen durchzusetzen und zum Stammtorhüter aufzusteigen. Daraufhin geriet Medhus ins Visier ausländischer Vereine: Im Februar 2008 wurde er vom deutschen GWD Minden zunächst bis zum Saisonende ausgeliehen, um dessen verletzten Stammtorhüter Malik Beširević zu ersetzen; im Sommer wurde er endgültig verpflichtet. 2010 wechselte Medhus zum norwegischen Verein ØIF Arendal.
Svenn-Erik Medhus hat bisher 46 Länderspiele für die norwegische Männer-Handballnationalmannschaft bestritten. Bei der Europameisterschaft 2008 im eigenen Land gehörte er jedoch nicht zum Aufgebot seines Landes.